# Sévignacq
Sévignacq – miejscowość i gmina we Francji, w regionie Nowa Akwitania, w departamencie Pireneje Atlantyckie.
Według danych na rok 1990 gminę zamieszkiwały 532 osoby, a gęstość zaludnienia wynosiła 31 osób/km² (wśród 2290 gmin Akwitanii Sévignacq plasuje się na 689. miejscu pod względem liczby ludności, natomiast pod względem powierzchni na miejscu 648.).